# Küstendorf
Küstendorf, también conocida como Drvengrad, es una ciudad construida por el director de cine serbio Emir Kusturica cerca de Mokra Gora en el suroeste de Serbia. Está construida en el antiguo estilo tradicional de la zona de Zlatibor y en realidad fue construido para el rodaje de la película de Kusturica La vida es un milagro en 2004. En 2005 Kusturica recibió el premio Philippe Rotthier European Architecture por su creación.
Aquí es donde tiene lugar el Festival de Música y Cine de Küstendorf anual.

## Galería

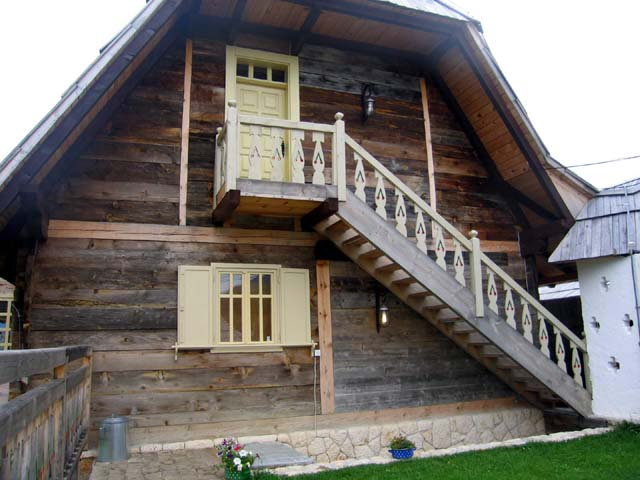
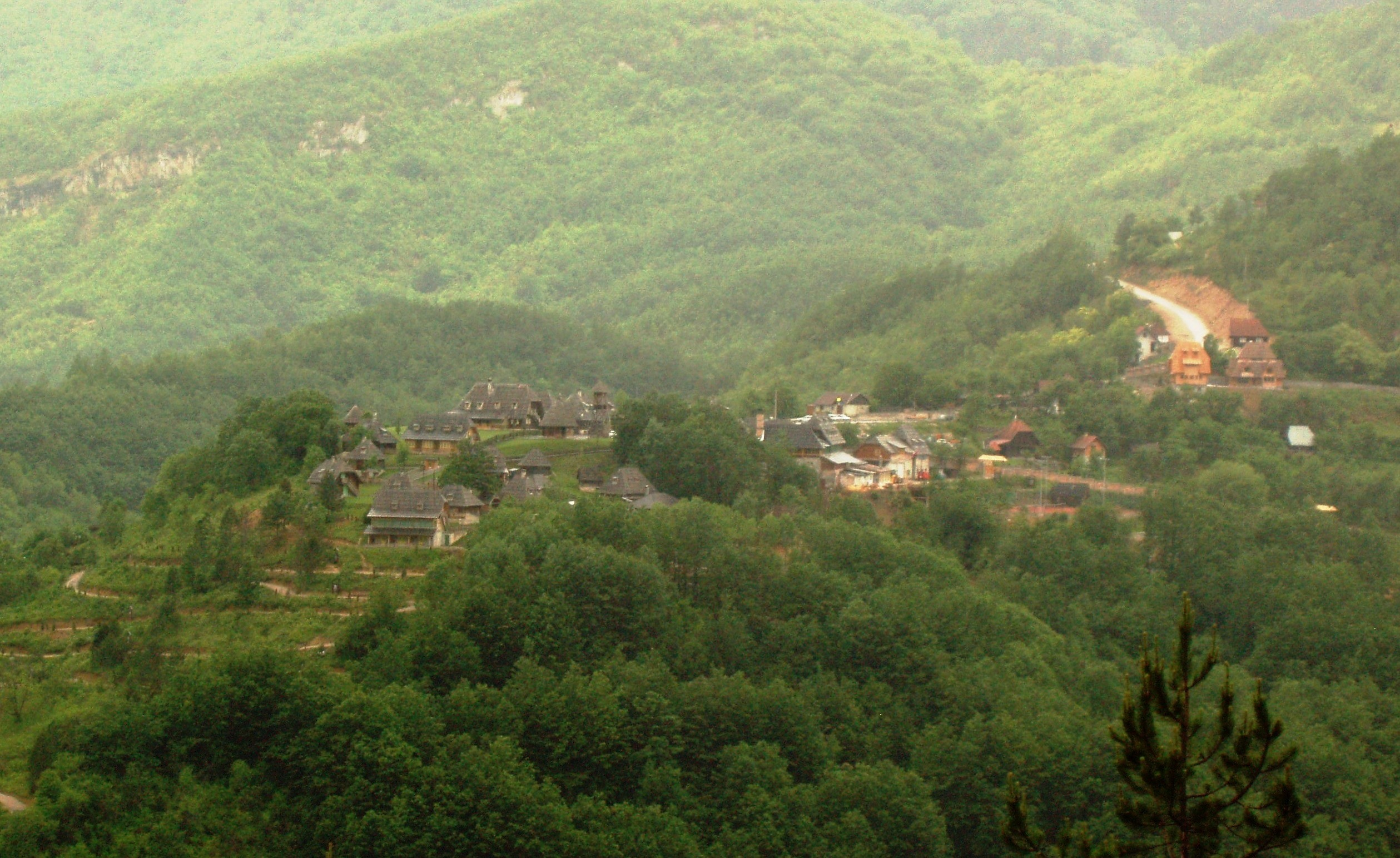
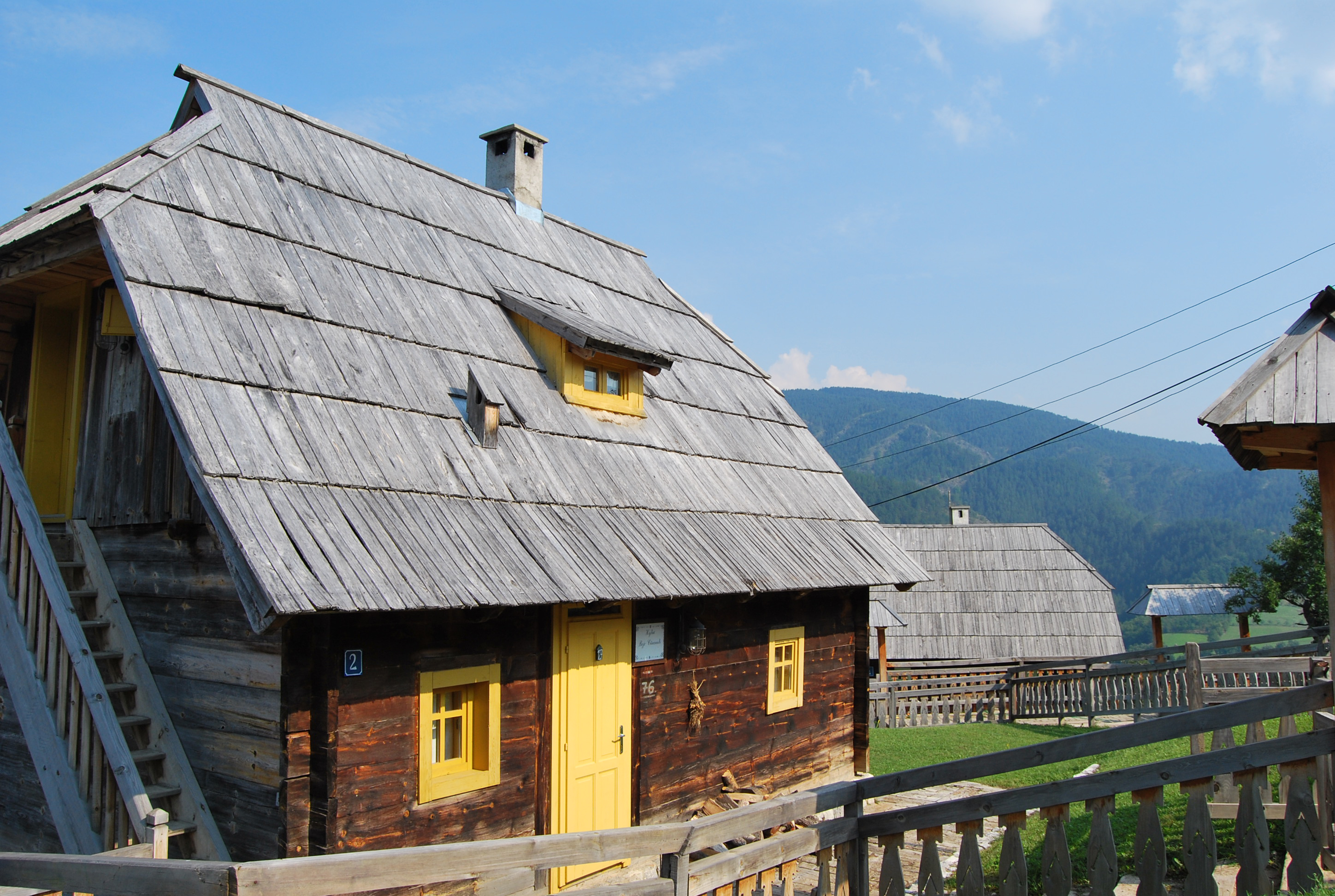
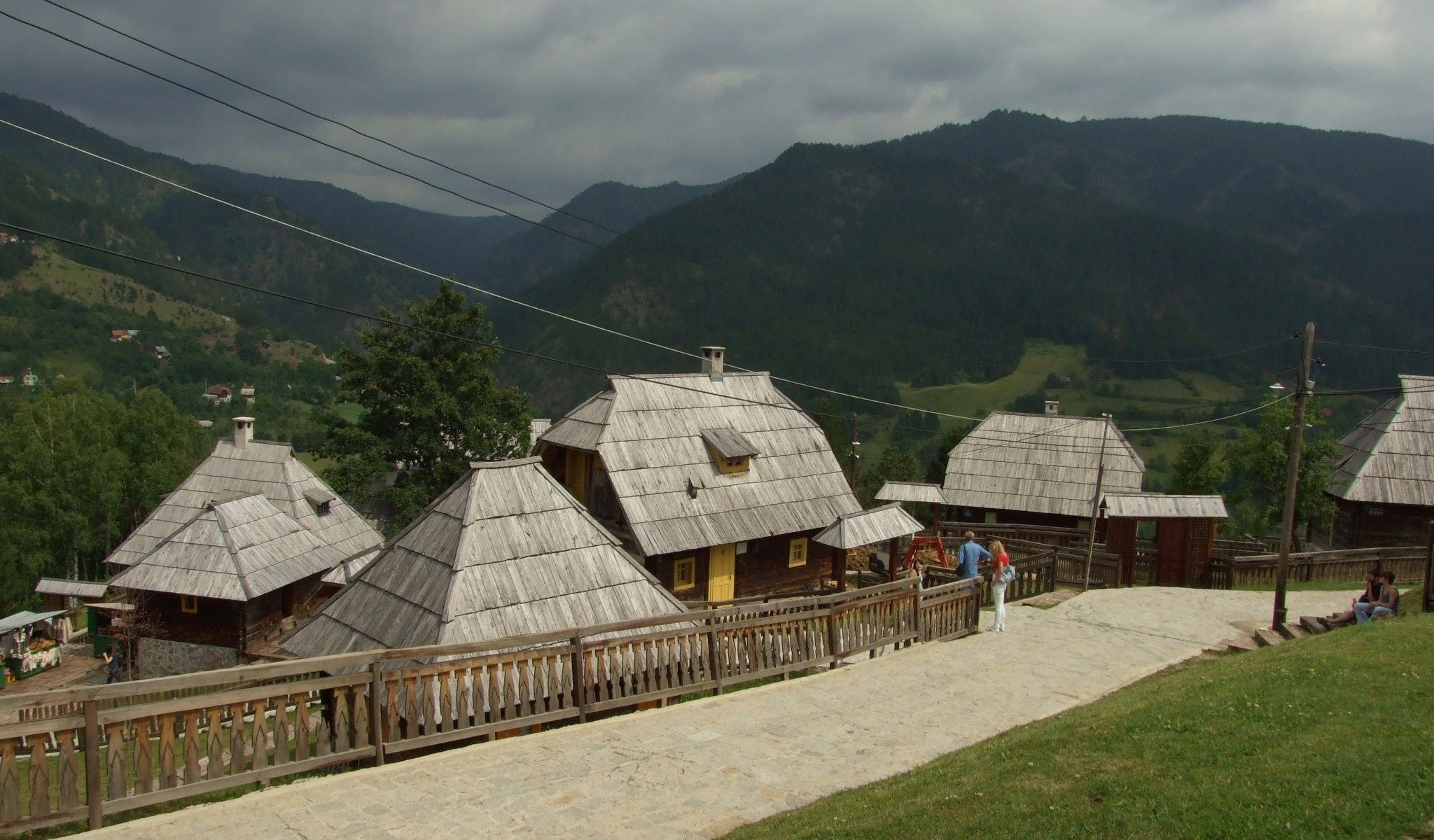
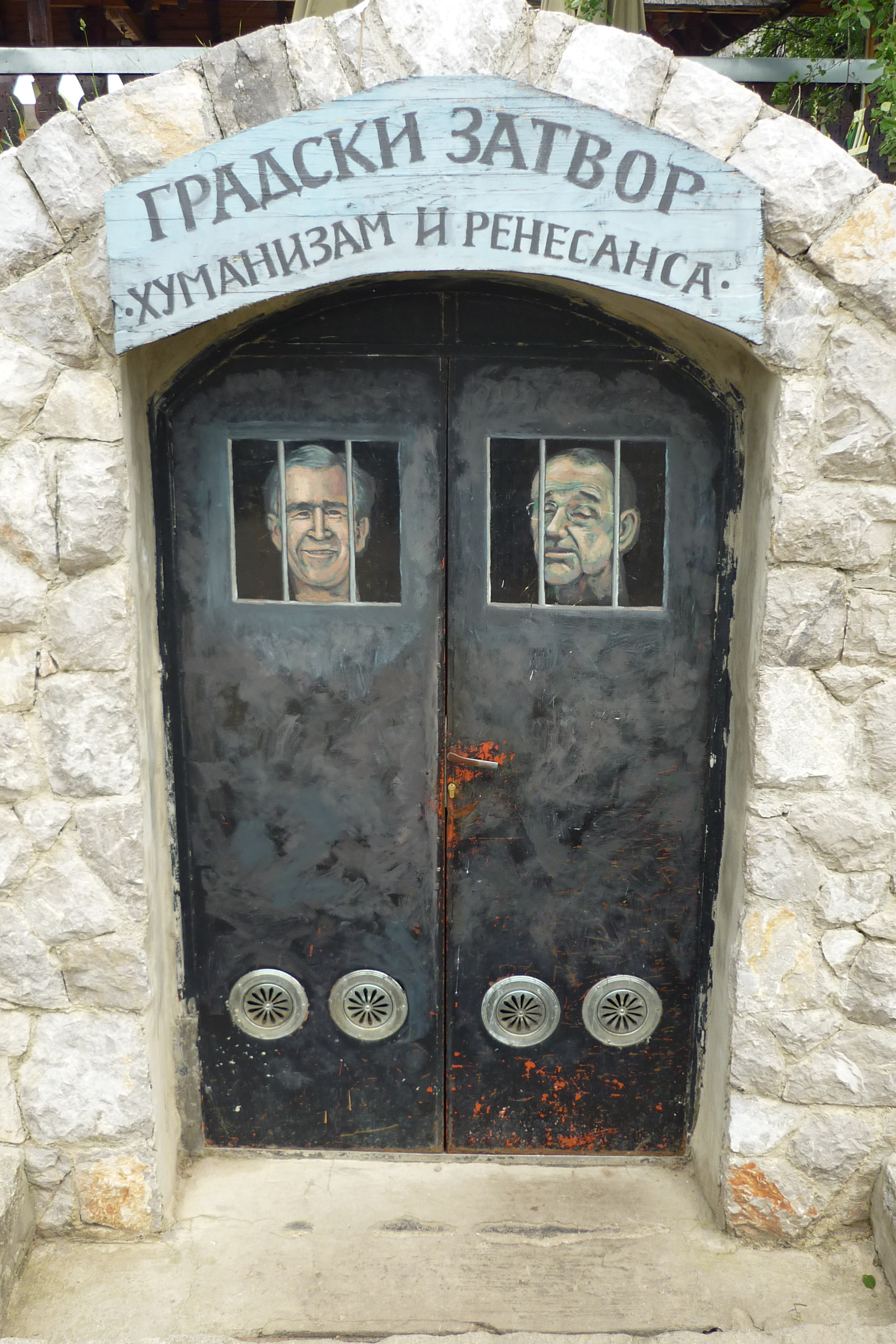